# Raylambert
 (août 2022).
Si vous disposez d'ouvrages ou d'articles de référence ou si vous connaissez des sites web de qualité traitant du thème abordé ici, merci de compléter l'article en donnant les références utiles à sa vérifiabilité et en les liant à la section « Notes et références ».
Pour les articles homonymes, voir Raymond Lambert.
Raylambert, pseudonyme de Raymond Gabriel Lambert, né le 14 janvier 1889 à Elbeuf (Seine-Maritime) et mort le 16 juillet 1967 à Villemomble (Seine-Saint-Denis), est un peintre et illustrateur français. 

## Biographie
Son père, Albert Joseph Lambert, est peintre-décorateur en bâtiment. Sa famille s'installe à Rouen où il débute dans un atelier de vitraux. Plus tard, il entre au bureau de dessin industriel des Forges et chantiers de la Méditerranée, au Havre. Il s'inscrit à l'école des beaux-arts où un autre élève se nommait Lambert, si bien que pour éviter la confusion, il signe « Raymond Lambert » puis « Ray-Lambert » et enfin « Raylambert ». Il participe à de nombreux concours où il gagne des prix. La ville de Rouen lui attribue une bourse pour aller étudier à Paris. Il suit les cours de l'école des Arts décoratifs, il obtient le premier prix de l'atelier supérieur de décoration et de nombreux autres succès. Il est admis au Salon des artistes français juste avant de partir au régiment et à la guerre. 
Raylambert exerce les métiers de peintre verrier, peintre en lettres, peintre d'enseignes, calqueur et bien d'autres emplois encore. Il obtient une médaille d'or en 1909 et s'installe à Paris au Quartier latin. Il entre à l'école des Arts Décoratifs. Le croquis le passionne ainsi que la peinture, la publicité, la lettre d'enseigne, le décor de théâtre, la gravure sur bois, la lithographie, la décoration ou l'enseignement. 
Mobilisé pendant la Première Guerre mondiale, il connaît l'enfer du Chemin-des-Dames et est décoré de la croix de guerre. Maniant héroïquement les armes, il ne dépose cependant pas les crayons et livre de nombreuses illustrations à des revues littéraires « de l’arrière ». Il contribue aussi à des « journaux de tranchées », notamment à deux publications de régiments de marche de zouaves. 
Il est en relation épistolaire avec les auteurs et en relation amicale avec certains (Jean Sauvestre, par exemple). Si l'on considère Le Pays Bleu d'Édouard Jauffret (1900-1945), l'auteur et l'illustrateur ont eu également leur part dans le succès.
Il apprécie l'enseignement et fut professeur à l'école ABC de Paris de 1926 à sa mort. Pendant la Seconde Guerre mondiale, il ouvre un cours à son atelier où il accueille des élèves quatre fois par semaine. 
Il passe de longues heures au zoo de Vincennes, au Jardin des plantes. Il collabore à Naturalia, Bêtes et Nature, Rustica et aux éditions Rossignol, de Montmorillon. 
Il travaille surtout au pinceau mais aussi au crayon à mine de plomb, à la plume, au crayon Conté, à la gouache ou au lavis. 
Il travaille aussi pour Gedalge, Delagrave et Plon. Chez Hachette, il illustre les livres de français de Lucien Dumas et chez les éditions Belin, les grammaires Berthou-Gremaux-Vœgelé. 
Pendant l'Occupation, l'éditeur Belin commence sa collection de romans scolaires d'Édouard Jauffret avec Au Pays Bleu. Pour cet ouvrage, il proposa une impression des dessins en deux couleurs, le bleu et l'orange et l'impression du texte en brun. Il prépare soigneusement la mise en page. 
Pour les plus jeunes, le Petit Gilbert d'Édouard Jauffret offre encore plus de liberté dans la composition : un même dessin s'étend d'une feuille sur l'autre et par endroits, passe discrètement sous le texte. Malgré la grande complicité entre les deux hommes, ils ne rencontrèrent jamais car Jauffret, trop malade, ne peut recevoir personne. 
Il illustre des ouvrages d'Ernest Pérochon avec les personnages du singe Makoko, l'âne Tonkilaron dans son avion, le petit Lapon dans sa marmite ou encore le malheureux Patoche atteint par l'étrange maladie des doigts écartés. 
Raylambert travaille jusqu'à ses derniers jours. Il est calme et posé, malicieux et incisif, détestant les mondanités et les vernissages. L'un de ses éditeurs, Belin, l'avait élu « Prince des Illustrateurs ». 
Raylambert peint de nombreux tableaux et est l'auteur de dessins au crayon, notamment des études d'animaux, fauves, vaches, oiseaux ainsi que des paysages. 
Sa fille Jeannine Raylambert (1921-2007), est une romancière et collabore à la radio et à la télévision. Elle est l'auteur de près de quarante pièces pour l'émission radiophonique Les Maîtres du mystère.

## Ouvrages illustrés par Raylambert
En 1929, l'éditeur Delagrave lui demande d'illustrer Le livre des Quatre Saisons d'Ernest Pérochon. L'ouvrage est couronné par l'Académie Française en 1937. Taptap et Bilili et en 1938, Nicolas et Nicolette, deux romans scolaires du même Ernest Pérochon sont les deux premiers livres illustrés en couleurs. 
- Paul Margueritte et Victor Margueritte, Poum, aventures d'un petit garçon, éditions Geldage, illustrations noir et blanc de Raylambert. Illustration en couleurs sur le 1er plat de couverture.
- Paul Margueritte et Victor Margueritte, Zette, éditions Geldage.
- Paul Margueritte, Âme d'enfant.
- Aymé Guerrin, La Mort Du Christ, Plon, 1933, 7 dessins en noir et blanc hors texte.
- A. Duguet et R. Pernet, Le Roman de l'école. Livre de lecture courante. Cours élémentaire et moyen, Hachette, 1933. Nombreuses illustrations en noir et blanc.
- Roch Santa-Maria (pseudonyme de José Corti), Les Aventures de Barnafinus, Éditions Albin Michel, 1936.
- Roger Thabault et Henri Yvon, Méthode et exercices de langue française (Cours élémentaire), orthographe, vocabulaire, construction de phrases, récitations, Paris, éditions Delagrave, 1937 (lire en ligne).
- Ernest Pérochon, À L'ombre des Ailes : roman scolaire, cours moyen-CEP, Paris, éditions Delagrave, 1936, nombreuses illustrations dans le texte.
- Ernest Pérochon, Les Yeux Clairs : Roman Scolaire, Paris, éditions Delagrave, 1934.
- Ernest Pérochon, Nicolas et Nicolette au Bois Charmant, Paris, éditions Delagrave, 1938.
- Ernest Pérochon, Le livre des Quatre Saisons, Paris, éditions Delagrave, 1929, conte : À Paris, tout en gris.
- Ernest Pérochon, Taptap et Bilili. Roman scolaire du cours élémentaire, Paris, éditions Delagrave, 1938.
- Ernest Pérochon, Contes des cent un matins, Paris, éditions Delagrave, 1930 (lire en ligne).
- Romain Rolland et Marguerite Hélier-Malaurie, Jean-Christophe présenté aux enfants, Paris, éditions Albin Michel, 1932. Livre de lecture ; préparation directe à la composition fraçaise; cours moyen et supérieur, certificat d'études [...], classes élémentaires des lycées et collèges d'après Jean-Christophe de Romain Rolland.
- Romain Rolland et Marguerite Hélier-Malaurie, Jean-Christophe raconté aux enfants, Paris, éditions Albin Michel, 1932. Livre de lecture du cours élémentaire d'après Jean-Christophe de Romain Rolland.
- Marguerite Hélier-Malaurie, Vive la Lecture ! : 2e livre de lecture courante, Éditions Albin Michel, 1935, nombreux dessins en 2 tons de couleurs dans le texte. Couverture illustrée en couleurs. Cours préparatoire et élémentaire, 1re année.
- Henry Bordeaux, L'amour et le Bonheur ou Les Frères Ennemis, éditions Ernest Flammarion.
- George Sand, François le Champi.
- Henriette Célarié, La prodigieuse aventure d'un enfant du peuple – René Caillé (1799-1838), éditions Librairie Gedalge, coll. « Les loisirs de la jeunesse », 1938.
- Georges Cercier et Jean Sauvestre, Au bois joli, livre de lecture du cours élémentaire.
- Jean Gourdon et René Ozouf, Aimons à lire, série de livres de lecture et de récitation, CE1, CM1 et CM2, parus à partir de 1941 environ et poursuivi au moins jusqu'en 1957.
- Édouard Jauffret, Au pays bleu : roman d'une vie d'enfant. Roman scolaire (cours élémentaire), éditions Eugène Belin, 1941 (lire en ligne)
- Édouard Jauffret, Petit Gilbert. Premier livre de lecture (cours préparatoire), éditions Eugène Belin, 1942 (lire en ligne)
- Édouard Jauffret, La Maison des Flots Jolis. Roman scolaire pour le cours moyen, éditions Eugène Belin, 1945 (lire en ligne)
- Édouard Jauffret, Les belles images. Méthode de lecture pour la classe enfantine, éditions Eugène Belin, 1948 (lire en ligne)
- Édouard Jauffret et André Signoret, Gerbes d'or. Choix de textes expliqués et commentés. Cours supérieur. Classe de fin d'études primaires, Librairie Classique Eugène Belin, 1950.
- André Berthou, Serge Gremaux et Georgette Vœgelé, Grammaire, conjugaison, orthographe. Cours élémentaire, cours moyen, cours de fin d'études, classes de 6e et 5e, Librairie Classique Eugène Belin, 1951 (lire en ligne).
- Germaine Duru et Maurice Duru, Lectures actives. Cours élémentaire, 1954 (lire en ligne).
- Marie Jay et Solange de Baecque, Business with pleasure. Traité d'anglais commercial, Lycées et Collèges techniques, cours commerciaux, Paris, éditions Eugène Belin, 1959.